# Лама, Бернар
Берна́р Паска́ль Мори́с Лама́ (фр. Bernard Pascal Maurice Lama, 7 апреля 1963) — французский футболист, вратарь. Известен по выступлениям за «Пари Сен-Жермен» и сборную Франции. Участник чемпионатов Европы 1996 и 2000 годов, а также чемпионата мира 1998. Чемпион мира и Европы.

## Карьера
Вырос во Французской Гвиане, однако сделал успешную карьеру во Франции. Стал лучшим игроком Франции 1994 года, основным голкипером сборной. Дебютировал в 1993 году в матче Израиль-Франция 0:4. Но, вскоре из-за дисквалификации, связанной с употреблением допинга, уступил место в воротах Фабьену Бартезу. Завершил карьеру игрока в 2001 году. Затем работал в фонде Диамаса в Сенегале и селекционером в сборной Кении.

## Личная жизнь
Двое детей: сын Ливи и дочь Джэд (10.09.2001).

## Достижения

### Клубная карьера
- Победитель Чемпионата Франции: 1993/94
- Обладатель Кубка Франции: 1992/93, 1994/95
- Обладатель Кубка обладателей кубков: 1995/96

### Карьера в сборной
- Чемпион мира: 1998
- Чемпион Европы: 2000
- Бронзовый призёр чемпионата Европы: 1996

### Личные
- Футболист года во Франции: 1994
- Кавалер ордена Почётного легиона за победу на чемпионате мира по футболу 1998 года[4].